# 회계군
회계군(會稽郡)은 진·한시대에 설치한 중국의 옛 군이다. 동쪽으로 황해를 접했다. 이름은 회계산에서 따왔다. 현대 중국어에선 독특하게 후이지가 아닌 "콰이지" 혹은 "구이지"라고 읽는다.

## 진나라
춘추전국시대에는 오나라와 월나라의 땅이었다. 오나라는 월나라에 병탄당했고 다시 월나라는 초나라에 월왕 무강이 죽고 절강까지 병탄당했다. 나머지 지역은 월나라의 잔존 세력들이 흩어져 난립하였다. 기원전 222년(진왕 정 25년), 전해에 초나라를 멸한 진나라의 왕전이 강남을 마저 평정하여 월나라 잔당들의 항복을 받고 회계군을 설치했다. 치소는 오(吳)현에 두었다. 이외에도 문헌과 유물에서 오정(烏程, 烏呈), 연릉(延陵), 절강(浙江), 해염(海鹽), 말릉(秣陵), 부춘(富春), 단도(丹徒), 전당(錢唐), 여항(餘杭), 유권(由拳), 산음(山陰), 제기(諸曁), 오상(烏傷), 다말(太末), 구장(句章), 여요(餘姚), 상우(上虞), 강승(江乘), 단양(丹陽), 누(婁), 양선(陽羨), 곡아(曲阿), 은(鄞), 이(黟), 흡(歙) 총 26현이 진나라 당시에 있었음이 보인다.

## 전한
초기에는 회계군을 오군(吳郡)이라고도 불렀다. 기원전 202년(한고제 5년) 유방이 항우를 죽여 서초를 멸하고 그 땅을 초나라로 삼아 한신에게 주면서, 회계군은 사수군·진군·동양군·설군·장군과 함께 초나라에 속했다. 기원전 201년(한고제 6년) 유방이 한신을 회음후로 격하하고 초나라를 둘로 나누어, 유고를 형왕에 봉하고 동양군, 장군(鄣郡), 회계군을 봉토로 주었다. 아직 민월과 동우(東甌 : 동구라고도 함)는 멸하기 전이라서 민월의 지역인 야현과 동우의 지역인 회포현은 관할이 아니었다. 유고는 영포의 반란으로 살해되고 유방은 새로 오나라를 만들어 옛 형나라 땅을 관할하게 했다. 오왕 유비가 봉국을 거의 독립적으로 다스리던 차에 경제가 제후왕들의 죄를 빌미로 왕국의 지군을 몰수하자 유비 등이 반발하여 난을 일으켰다. 기원전 154년(경제 3년) 난이 진압된 후 동양군과 장군만 강도역왕의 강도국(江都國)이 되었고 회계군은 한나라의 직할 군이 되었다.
무제 치세의 민월·동월 정복에서 회계군의 군사력을 동원했으니, 무제의 민월 정벌의 단초가 되는 건원 3년(기원전 138년) 민월의 동우 공격 때 회계군의 군사를 내서 동우를 구원했다. 건원 6년(기원전 135년) 민월이 남월을 공격하고 남월과 한나라의 약조에 의거해 한나라가 남월을 구원하면서 회계군과 예장군의 군사를 동원했다. 민월 정복이 완료된 후 민월 사람들이 산간과 계곡으로 흩어졌다가 다시 나오므로 옛 민월 땅에 야현을 설치하고 회계군에 속하게 했다.
양주에 속했으며 원시 2년(2년)의 인구조사에 따르면 223,038호, 1,032,604명을 관할했다. 아래의 속현 목록은 《한서》지리지의 내용이다. 원연·수화 연간으로 여겨지며, 일반적으로 첫 현이 군국의 치소로 간주된다. 대략 지금의 장쑤성 장강 이남, 저장성, 푸젠성 푸저우시 일대이다. 저장성의 산간 지대와 푸젠성에 대한 영향력은 제한적이었다.
| 현명   | 한자   | 대략적 위치                                 | 비고 |
| ------ | ------ | ------------------------------------------- | --- |
| 오현   | 吳縣   | 쑤저우시                                    | 옛 나라로 주태백의 읍이었다. 구구택(진택, 震澤)이 서쪽에 있다. 남쪽에는 남강(南江)이 동쪽으로 흘러 바다로 들어간다.                         |
| 곡아현 | 曲阿縣 | 전장시 단양 시                              | 옛 운양(雲陽)이다. |
| 오상현 | 烏傷縣 | 진화시 이우 시                              | |
| 비릉현 | 毗陵縣 | 창저우시                                    | 계찰(季札)이 살던 곳이다. 북쪽에 자리한 장강은 동쪽 바다로 향한다. 본래 연릉(延陵)이던 것을 한나라가 개명했다.                              |
| 여기현 | 餘暨縣 | 항저우시 빈장구 서남                        | 소산(蕭山)에서 반수(潘水)가 나와 동쪽 바다로 흘러간다.                                                                                      |
| 양선현 | 陽羨縣 | 우시시 이싱 시                              | |
| 제기현 | 諸暨縣 | 사오싱시 주지 시                            | |
| 무석현 | 無錫縣 | 우시시                                      | 춘신군이 소를 잡아 제사를 지낸 역산(歷山)이 있다.                                                                                           |
| 산음현 | 山陰縣 | 사오싱시                                    | 남쪽의 회계산(會稽山)에 우의 능과 우정(禹井)이 있다. 월왕 구천의 본국이다. 박태후의 아버지 영문후가 묻힌 영문원(靈文園)도 있다.             |
| 단도현 | 丹徒縣 | 전장시 단도진(丹徒鎭) 서                    | 《춘추》에서 이르던 주방(朱方)이다. |
| 여요현 | 餘姚縣 | 닝보시 위야오 시                            | |
| 누현   | 婁縣   | 쑤저우시 쿤산시                             | 합려가 월나라를 방비하고자 남무성(南武城)을 세웠다.                                                                                         |
| 상우현 | 上虞縣 | 사오싱시 상위 구                            | 구정(仇亭)이 있다. 가수(柯水)가 동쪽의 바다로 흐른다.                                                                                       |
| 해염현 | 海鹽縣 | 상하이시 진산 구, 자싱시 남동부             | 원래 치소는 진산구 전산촌(甸山村)에 있었다. 그러나 기원전 179년 자호(柘湖)에 수몰되어 무원향(武原鄕, 現 핑후 시)으로 옮겼다. 염관을 두었다. |
| 섬현   | 剡縣   | 사오싱시 성저우시 감림진(甘霖鎭) 북동       | 치소는 성저우 시에 있었다. |
| 유권현 | 由拳縣 | 자싱시                                      | 시벽정(柴辟亭)은 옛 취리향(就李鄕, 檇李)으로 오나라와 월나라가 싸운 곳이다.                                                                 |
| 다말현 | 大末縣 | 취저우시 룽유 현                            | 太末(태말)로 쓰기도 한다. 곡수(穀水)가 동북쪽으로 가다가 첸탕강과 합류한다.                                                                 |
| 오정현 | 烏程縣 | 후저우시 우싱구 운소촌(雲巢村)              | 구양정(歐陽亭)이 있다. |
| 구장현 | 句章縣 | 닝보시 하이수구 동 전풍촌(前豐村) 일대      | 거수(渠水)가 동쪽 바다로 향한다. |
| 여항현 | 餘杭縣 | 항저우시 위항구 여항가도(余杭街道)          | |
| 은현   | 鄞縣   | 닝보시 펑화구 백두촌(白杜村) 일대           | 진정(鎭亭)이 있다. 대합이 많이 나는 길기정(鮚埼亭)도 있다. 천문수(天門水)는 바다로 들어간다. 월천문산(越天門山)이 서있다.                   |
| 전당현 | 錢唐縣 | 항저우시 샤청구 링인산 인근                 | 서부도위 치소 소재지. 무림산(武林山, 지금의 링인산)에서 무림수가 나와 동쪽 바다까지 간다.                                                   |
| 무현   | 鄮縣   | 닝보시 북동부                               | |
| 부현   | 富春縣 | 항저우시 푸양구                             | |
| 야현   | 冶縣   | 푸저우시                                    | 본디 민월(閩越)의 땅이었다. |
| 회포현 | 回浦縣 | 타이저우시 자오장구 장안가도(章安街道) 일대 | 본디 동월(東越)의 땅이었다. 한무제가 동월을 정복한 이후 남부도위의 치소가 되었다.                                                           |

## 신나라
다음 현의 이름을 바꿨다.
| 전한 | 신         |
| ---- | ---------- |
| 오   | 태덕(泰德) |
| 곡아 | 풍미(風美) |
| 오상 | 오효(烏孝) |
| 비릉 | 비전(毗壇) |
| 여기 | 여연(餘衍) |
| 제기 | 소로(疏虜) |
| 무석 | 유석(有錫) |
| 누   | 누치(婁治) |
| 상우 | 회계(會稽) |
| 해염 | 전무(展武) |
| 섬   | 진충(盡忠) |
| 대말 | 말치(末治) |
| 여항 | 진목(進睦) |
| 은   | 근(謹)     |
| 전당 | 천정(泉亭) |
| 무   | 해치(海治) |
| 부춘 | 주세(誅歲) |

## 후한
129년(후한 순제 영건 4년), 첸탕강유역과 그 북쪽지방이 오군으로 분리되었다. 140년(후한 순제 영화 5년) 당시 오군은 14성 123,090호 481,196명을 거느렸다. 후한말에는 회계태수 왕랑이 지배하고 있었으나, 손책이 그를 격파하면서 그의 땅으로 편입되었다.
| 현명   | 한자   | 대략적 위치                                      | 비고 |
| ------ | ------ | ------------------------------------------------ | --- |
| 산음현 | 山陰縣 | 사오싱시                                         | 직산(稷山)이 있다. |
| 무현   | 鄮縣   | 닝보시 북동부                                    | |
| 오상현 | 烏傷縣 | 진화시 이우시                                    | 상산(常山)이 있다. |
| 제기현 | 諸暨縣 | 사오싱시 주지시                                  | |
| 여기현 | 餘暨縣 | 항저우시 빈장구 서남                             | 섭악산(涉屋山)이 서있다.                                                                                              |
| 태말현 | 太末縣 | 취저우시 룽유현                                  | 옛날의 지명은 고멸(姑蔑)이다. 용구산(龍丘山)이 있다.                                                                  |
| 상우현 | 上虞縣 | 사오싱시 상위구                                  | |
| 섬현   | 剡縣   | 사오싱시 성저우시 감림진(甘霖鎭) 북동 → 성저우시 | 196년(후한 헌제 건안 원년) 지금의 성저우시 일대로 치소가 옮겨졌다.                                                    |
| 여요현 | 餘姚縣 | 닝보시 위야오시                                  | |
| 구장현 | 句章縣 | 닝보시 하이수구 동 전풍촌(前豐村) 일대           | |
| 은현   | 鄞縣   | 닝보시 펑화구 백두촌(白杜村) 일대                | |
| 장안현 | 章安縣 | 타이저우시 자오장구 장안가도(章安街道) 일대      | 본래 회포현이었으나, 87년(후한 장제 장화 원년) 지금의 이름으로 개명되었다.                                            |
| 동야현 | 東冶縣 | 푸저우시                                         | 옛 야현이다. 산음현을 지켰던 왕랑이 손책에 참패하자 동야로 도주했다. 하지만 손책군은 동야까지 추격하여 그를 격파했다. |
| 영녕현 | 永寧縣 | 원저우시 루청구                                  | 본래 장안현 동구향(東甌鄕)이었으나, 138년(후한 순제 영화 3년)에 현으로 승격되었다.                                    |

## 손오
257년(오 폐제 태평 2년), 회계군 동부도위가 임해군, 260년(오 경제 영안 3년), 남부도위가 건안군, 266년(오 말제 보정 원년), 회계군 서부도위가 동양군으로 분리되면서 군역이 지금의 사오싱시, 닝보시 일대로 크게 축소되었다.

## 진
280년(서진 무제 태강 원년), 서진이 오를 정복하면서 서진의 땅으로 편입되었다. 서진대 회계군은 10현 3만호를 거느렸다.
| 현명   | 한자   | 대략적 위치                            | 비고 |
| ------ | ------ | -------------------------------------- | --- |
| 산음현 | 山陰縣 | 사오싱시                               | |
| 상우현 | 上虞縣 | 사오싱시 상위구                        | |
| 여요현 | 餘姚縣 | 닝보시 위야오시                        | 남쪽에 구여산(句餘山)이 솟아있다. |
| 구장현 | 句章縣 | 닝보시 하이수구 동 전풍촌(前豐村) 일대 | 400년(동진 안제 융안 4년), 현의 치소가 닝보시 하이수구 은강진(鄞江鎭) 일대로 옮겨졌다.                                                            |
| 은현   | 鄞縣   | 닝보시 펑화구 백두촌(白杜村) 일대      | |
| 무현   | 鄮縣   | 닝보시 북동부                          | |
| 시녕현 | 始寧縣 | 사오싱시 성저우시 삼계진(三界鎭)       | 후한 때 상우현의 남부를 분할해 세웠다. 본래 삼계진 일대를 흐르는 강 서쪽에 치소가 있었으나, 317년(진 원제 건무 원년) 치소가 강 동쪽으로 옮겨졌다. |
| 섬현   | 剡縣   | 성저우시                               | |
| 영흥현 | 永興縣 | 항저우시 빈장구 서남                   | 222년(손권 황무 원년) 여기현(餘暨縣)이 지금의 이름으로 개명되었다.                                                                                |
| 제기현 | 諸暨縣 | 사오싱시 주지시                        | |

## 송, 남제
유송 초기 양주에 속했지만, 454년(유송 문제 효건 원년) 동양주가 설치되자 동양주로 편입되었다. 이 동양주는 459년(유송 효무제 대명 3년) 폐지되고, 양주가 남대시어사(南臺侍御史)가 관리하는 왕기(王畿)로 개명되자 왕기에 속했다. 464년(유송 효무제 대명 8년) 왕기가 폐지되고 양주가 재설치되었다가 동양주가 재분리되면서 동양주에 속했다. 465년(유송 전폐제 영광 원년) 동양주가 폐지되자 다시 양주로 편입되었다. 유송대 회계군은 10현 52,228호 348,014명을 거느렸다. 수도인 건강까지 수로로 1,355리, 육로로 1,355리 거리였다. 회계군의 속현은 남제시기에도 변하지 않았다.
| 현명   | 한자   | 민정     |
| ------ | ------ | -------- |
| 산음현 | 山陰縣 | 현령(令) |
| 영흥현 | 永興縣 | 현령(令) |
| 상우현 | 上虞縣 | 현령(令) |
| 여요현 | 餘姚縣 | 현령(令) |
| 섬현   | 剡縣   | 현령(令) |
| 제기현 | 諸暨縣 | 현령(令) |
| 시녕현 | 始寧縣 | 현령(令) |
| 구장현 | 句章縣 | 현령(令) |
| 무현   | 鄮縣   | 현령(令) |
| 은현   | 鄞縣   | 현령(令) |

## 양, 진, 수
524년(양 무제 보통 5년) 3월 동양주가 재설치되자 동양주로 내속되었다. 556년(양 경제 태평 원년) 동양주가 폐지되자 다시 양주로 내속되었다. 남진대인 562년(진 문제 천가 3년) 동양주가 재설치되자 동양주에 편입되었다. 수나라가 남진을 정복한 이후, 주현제를 실시하면서 회계군은 폐지되고 그 군에 오주(吳州)가 설치되었다. 오주는 대업 초에 월주(越州)로 개명되었다. 이 월주는 607년(수 양제 대업 3년) 군현제가 재실시되면서 폐지되고 그 자리에 회계군이 재설치되었다. 4현 20,271호를 거느렸다.
| 현명   | 한자   | 대략적 위치                    | 비고 |
| ------ | ------ | ------------------------------ | --- |
| 회계현 | 會稽縣 | 사오싱시                       | 수나라가 남진을 정복한 이후 산음현, 영흥현, 상우현, 시녕현의 4개현이 통폐합되어 만들어졌다. 현내에 직산(稷山), 종산(種山), 회계산(會稽山)이 있었다. |
| 구장현 | 句章縣 | 닝보시 하이수구 은강진(鄞江鎭) | 수나라가 남진을 정복한 이후 여요현, 무현, 은현의 3개현이 통폐합되었다. 현내에 태백산(太白山), 방산(方山)이 있었다.                                  |
| 섬현   | 剡縣   | 성저우시                       | 현내에 동백산(桐栢山)이 있었다. |
| 제기현 | 諸暨縣 | 사오싱시 주지시                | 현내에 예계(泄溪)와 대농호(大農湖)가 있었다. |

## 군수·태수

### 전한
- 주매신(? ~ 기원전 122년)
- 노백(전한 후기)
- 유교(? ~ 기원전 13년)

### 후한
- 제오륜(? ~ 62년)
- 왕랑(193년 ~ 197년)

## 참고 문헌
- 史为乐 등, 《中国历史地名大辞典》(중국역사지명대사전), 中国社会科学出版社, 2005
- 戴均良 등, 《中国古今地名大词典》(중국고금지명대사전), 上海辞书出版社, 2005